# Patxaran
El patxaran és una beguda alcohòlica obtinguda per maceració dels aranyons, els fruits de l'aranyoner (Prunus spinosa).

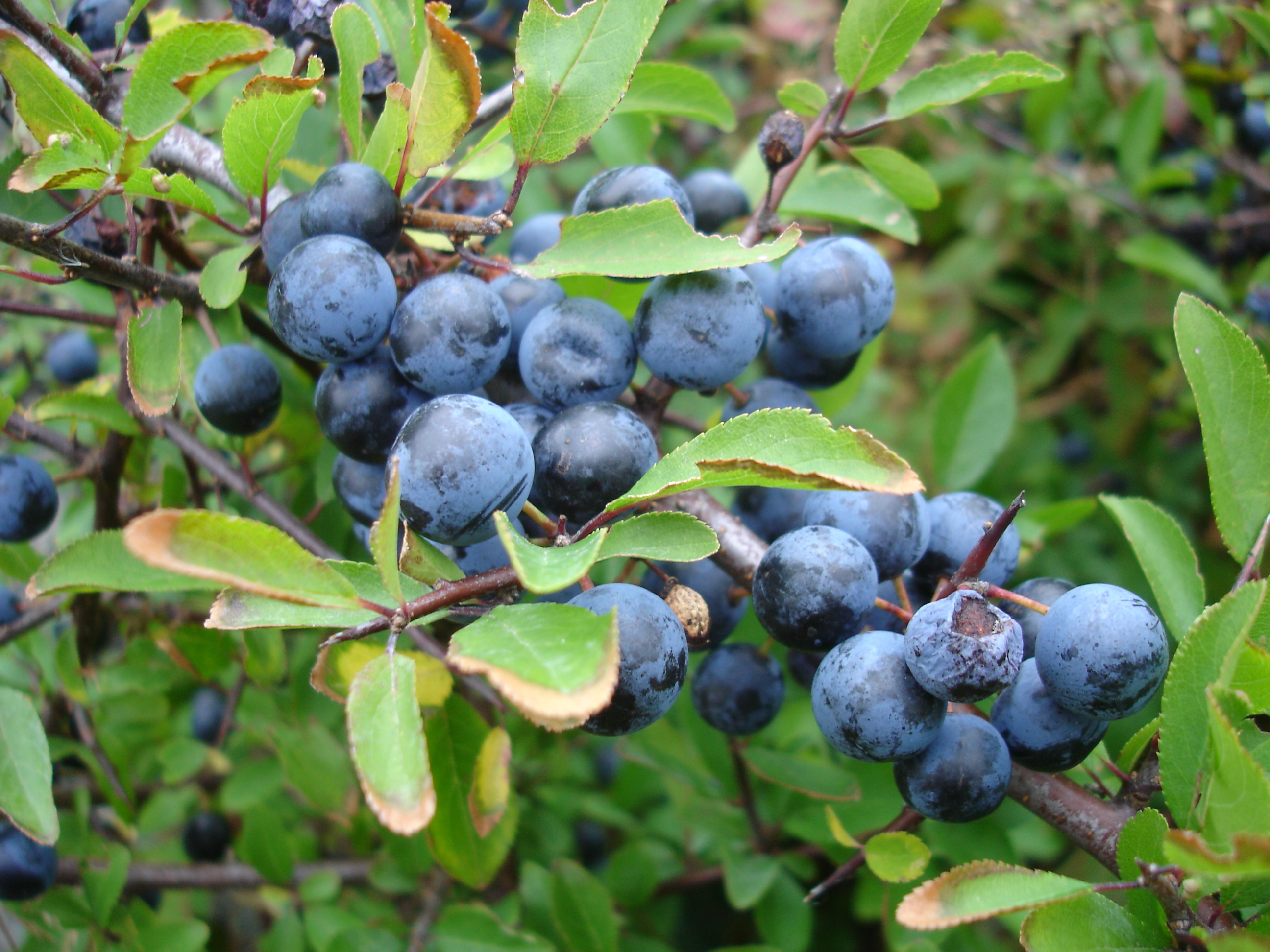
Aranyons

Té una graduació alcohòlica d'entre 24 i 30 graus i un color vermell i marronós. El nom deriva del basc patxaran, que vol dir «licor d'aranyó», de paitar, pattar «licor» i aran «pruna» (però «aranyoner» en biscaí).
És típic de Navarra, on hi ha una denominació d'origen per a aquest producte que en determina el tipus d'elaboració. Tot i ésser un producte associat al País Basc, en realitat té el seu àmbit geogràfic s'estén a la totalitat del Pirineu. Els aranyons són uns fruits que creixen només a partir dels 600m d'alçada sobre el nivell del mar.
El patxaran casolà es fa posant a macerar 250 grams d'aranyons en un litre d'anís en un lloc fosc i fresc durant uns tres mesos. Després es filtra el producte. Hi ha qui afegeix una branca de canyella i alguns grans de cafè. El patxaran no millora amb el temps i s'ha de consumir abans de dos anys.